# حصار كييفو (1991)
كان حصار كييفو عام 1991 من أوائل الصراعات في حرب الاستقلال الكرواتية. حاصر الفيلق التاسع للجيش الشعبي اليوغوسلافي بقيادة العقيد راتكو ملاديتش وقوات إقليم كرايينا الصربي المستقل تحت قيادة قائد شرطة كنين ميلان مارتيتش قرية كييفو التي يسكنها الكروات في أواخر أبريل وأوائل مايو 1991. تم رفع الحصار الأولي بعد مفاوضات أعقبت احتجاجات كبيرة في سبليت ضد الجيش اليوغسلافي. 
وجددت قوات الجيش الشعبي وقوات إقليم كرايينا الحصار في منتصف أغسطس. تم سقوط كييفو في 26 أغسطس، ونُهبت لاحقًا وأحرقت. كان القتال في كييفو مهمًا كواحدة من الحالات الأولى عندما انحازت قوات الجيش الشعبي اليوغسلافي علانية إلى قوات إقليم كرايينا الصربي المستقل ضد السلطات الكرواتية. فرت الشرطة الكرواتية من مدينة كييفو باتجاه بلدة درنش وغادر السكان الكروات المتبقون القرية. 
حوكم مارتيتش في المحكمة الجنائية الدولية ليوغوسلافيا السابقة  في عدة تهم مختلفة بارتكاب جرائم حرب بما في ذلك تورطه في حصار كييفو. أسفرت المحاكمة عن حكم بالإدانة، وأكدت دائرة الاستئناف التابعة للمحكمة الجنائية الدولية ليوغوسلافيا السابقة النتائج التي توصلت إليها الدائرة الابتدائية بشأن كييفو، والتي صدرت في عام 2007، في عام 2008، بناءً على شهادات الشهود حول كونها عملية تطهير عرقي. كان الحصار أول مثال على استخدام التطهير العرقي في الحروب اليوغوسلافية . حاكمت السلطات الكرواتية ملاديتش غيابيا وأدانته بارتكاب جرائم حرب في كييفو. 

## خلفية
في عام 1990، ساءت التوترات العرقية بين الصرب والكروات بعد الهزيمة الانتخابية لحكومة جمهورية كرواتيا الاشتراكية من قبل الاتحاد الديمقراطي الكرواتي. صادر الجيش الشعبي اليوغوسلافي  أسلحة دفاع كرواتيا الإقليمية لتقليل المقاومة.  في 17 أغسطس، تصاعدت التوترات إلى ثورة مفتوحة للصرب الكروات،  تركزت على المناطق ذات الأغلبية الصربية في المناطق النائية الدلماسية حول كنين (حوالي 60 كيلومتر (37 ميل) شمال شرق سبليت)،  أجزاء من ليكا وكوردون وبانوفينا وشرق كرواتيا.  حاولت صربيا، بدعم من مونتنيغرو ومقاطعتي فويفودينا وكوسوفو الصربية، دون جدوى، الحصول على موافقة الرئاسة اليوغوسلافية لعملية الجيش الشعبي اليوغسلافي لنزع سلاح قوات الأمن الكرواتية في يناير 1991.  تم رفض الطلب، ودفعت مناوشات غير دموية بين المتمردين الصرب والشرطة الكرواتية الخاصة في مارس / آذار الجيش الشعبي اليوغسلافي نفسه إلى مطالبة الرئاسة الفيدرالية بمنحه سلطة وقت الحرب وإعلان حالة الطوارئ.على الرغم من أن الطلب كان مدعومًا من صربيا وحلفائها، تم رفض طلب الجيش الشعبي في 15 مارس. الرئيس الصربي سلوبودان ميلوسيفيتش، مفضلاً حملة لتوسيع صربيا بدلاً من الحفاظ على يوغوسلافيا مع كرواتيا كوحدة فيدرالية، هدد علنًا باستبدال الجيش اليوغسلافي بجيش صربي وأعلن أنه لم يعد يعترف بسلطة الرئاسة الفيدرالية. تسبب التهديد في أن يتخلى الجيش اليوغسلافي تدريجياً عن خطط الحفاظ على يوغوسلافيا لصالح توسع صربيا حيث أصبح الجيش الشعبي اليوغسلافي تحت سيطرة ميلوسيفيتش.  بحلول نهاية مارس / آذار، تصاعد الصراع إلى أول قتيل.  في أوائل أبريل، أعلن قادة التمرد الصربي في كرواتيا عزمهم على دمج المناطق الواقعة تحت سيطرتهم مع صربيا. وقد اعتبرتها حكومة كرواتيا مناطق انفصالية. 
في بداية عام 1991، لم يكن لكرواتيا جيش نظامي. لتعزيز دفاعها، ضاعفت كرواتيا عدد أفراد الشرطة إلى حوالي 20,000. كان الجزء الأكثر فاعلية في القوة هو 3,000 من أفراد الشرطة الخاصة المنتشرة في 12 كتيبة وتتبنى التنظيم العسكري للوحدات. كما كان هناك ما بين 9,000 و 10,000 شرطي احتياطي منظم إقليمياً تم تشكيله في 16 كتيبة و 10 سرايا. كانت قوات الاحتياط تفتقر إلى الأسلحة.  كرد فعل على الوضع المتدهور، أنشأت الحكومة الكرواتية الحرس الوطني الكرواتي في مايو من خلال دمج كتائب الشرطة الخاصة في أربعة ألوية حراس محترفة تتكون معًا من حوالي 8,000 جندي تابع لوزارة الدفاع برئاسة الجنرال المتقاعد في الجيش الشعبي اليوغسلافي مارتن أوبيجيل.  الشرطة الإقليمية، التي توسعت بعد ذلك إلى 40,000، تم إلحاقها أيضًا بالحرس الوطني الكرواتي وأعيد تنظيمها في 19 لواء و 14 كتيبة مستقلة. كانت ألوية الحراس هي الوحدات الوحيدة من الحرس الوطني الكرواتي التي كانت مسلحة بالكامل بالأسلحة الصغيرة؛ في جميع وحدات الحرس الوطني الكرواتي كان هناك نقص في الأسلحة الثقيلة ولم يكن هناك هيكل قيادة وتحكم.  كان النقص في الأسلحة الثقيلة شديدًا لدرجة أن الحرس الوطني لجأ إلى استخدام أسلحة الحرب العالمية الثانية المأخوذة من المتاحف واستوديوهات الأفلام.  في ذلك الوقت، كان مخزون كرواتيا من الأسلحة يتألف من 30,000 قطعة سلاح صغيرة تم شراؤها من الخارج و 15,000 قطعة سلاح مملوكة سابقًا للشرطة. تم بعد ذلك إنشاء شرطة خاصة جديدة قوامها 10,000 فرد لتحل محل الأفراد الذين فقدوا في ألوية الحراس. 

## مقدمة
في عام 1991، كانت قرية كييفو يبلغ عدد سكانها 1261 نسمة، 99.6٪ منهم من الكروات. كانت محاطا بالقرى الصربية بولاسا وسيفلياني وستينا.   بعد ثورة لوغ، أصبحت القرى الصربية الثلاث جزءًا من منطقة الحكم الذاتي الصربية في كرايينا وتم تقييد الوصول إلى كييفو حيث تم إنشاء الحواجز في بولاسا و سيلفياني على الطرق التي تخدم القرية.  ردًا على ذلك، أنشأ سكانها ميليشيا مخصصة. 
في أعقاب حادثة بحيرات بليتفيتش في 1 أبريل 1991، ألقت قوات الحكم الذاتي الصربية القبض على ثلاثة من رجال الشرطة الكرواتيين من درنيس القريبة، بهدف مبادلتهم مع القوات الصربية الكرواتية التي أسرتها القوات الكرواتية في بحيرات بليتفيتش. بدورها، ألقت الميليشيا التي شكلها سكان كييفو القبض على عدد من المدنيين الصرب وطالبت بالإفراج عن رجال الشرطة الأسرى.  في 2 أبريل، أبلغ ضباط استخبارات الجيش الشعبي اليوغسلافي عن هذا الأمر، وحذروا من أن المليشيات المحلية في كييفو وسيفلياني، التي تفصل بينها حواجز، انخرطت في مناوشات مسلحة هددت بالتصعيد.  أصبحت كييفو ذات أهمية إستراتيجية لأن موقعها أعاق طريق اتصالات القوات الصربية. 

## حصار أبريل - مايو
في ليلة 27 و 28 أبريل / نيسان، تمكنت مجموعة من ضباط وزارة الداخلية الكرواتية من الوصول إلى كييفو،  وتم إنشاء مركز شرطة كرواتي رسميًا في القرية في 28 أبريل.  اليوم التالي،  تحركت قوات الجيش اليوغسلافي بقيادة رئيس أركان الفيلق التاسع (كنين) للجيش الشعبي اليوغسلافي العقيد راتكو ملاديتش،  وقطعت كل إمكانيات الوصول ومنعت تسليم الإمدادات إلى كييفو.  في 2 مايو،  قامت مروحية تابعة للشرطة الكرواتية بهبوط اضطراري في كييفو بعد تعرضها للضرر الناجم عن نيران القوات الصربية. وكانت المروحية تقل وزير الدفاع آنذاك لوكا بيبيتش ونائب رئيس البرلمان الكرواتي فلاديمير تشيكس. تمكنت الطائرة من الإقلاع بعد الإصلاحات في نفس اليوم.  ووقعت مناوشة أخرى في 2 مايو على جبل كوزجاك، حيث قُتل أحد أعضاء فرقة كراجينا شبه العسكرية أثناء قيامه بواجب الحراسة. 
دعا الرئيس الكرواتي فرانجو توزمان إلى إنهاء الحصار، وأسفر الالتماس عن احتجاج واسع النطاق ضد الجيش الشعبي اليوغسلافي في سبليت،  نظمته رابطة نقابات العمال الكرواتية في حوض بناء السفن برودوسبليت في 6 مايو 1991.  في 7 مايو / أيار، غادرت 80 دبابة ومركبة مجنزرة و23 عربة بعجلات من اللواء العاشر الميكانيكي التابع للجيش اليوغسلافي ثكناتهم في موستار، ليتم إيقافها من قبل المدنيين قبل شيروكي برييج غربي موستار. وظلت القافلة في مكانها لمدة ثلاثة أيام حيث طالب الحشد الجيش اليوغسلافي برفع حصار كييفو. وانتهى الاحتجاج بعد أن قام علي عزت بيغوفيتش، رئيس البوسنة والهرسك، بزيارة وتحدث إلى المحتجين، وأكد للحشد أن القافلة كانت متوجهة إلى كوبريس بدلاً من كييفو. أرسل تويمان والكاردينال فرانجو كوهاريتش برقيات إلى المتظاهرين المؤيدين لعزت بيغوفيتش.  تم رفع الحصار عن كييفو من خلال المفاوضات بعد بضعة أيام، بعد أسبوعين من فرض الحصار. 

## حصار أغسطس
ثبت أن ترتيبات مايو لم تدم طويلاً، حيث أقامت وحدات الجيش اليوغسلافي، بقيادة ملاديتش، حواجز لمنع دخول القرية في 17 أغسطس 1991. وفي اليوم التالي، وجه الزعيم صرب الكروات ميلان مارتيتش إنذارًا للشرطة وسكان كييفو يطالبهم بمغادرة القرية ومحيطها في غضون يومين — أو مواجهة هجوم مسلح.  
بين 23 و 25 أغسطس، أخلت القوات الكرواتية ما يقرب من جميع السكان المدنيين في القرية.  في 25 أغسطس، شنت القوات الكرواتية هجومًا فاشلاً على ثكنات الجيش اليوغسلافي في سينج، على بعد 38 كيلومتر (24 ميل) إلى الجنوب الشرقي من كييفو. كان الهدف من الهجوم هو الحصول على الأسلحة اللازمة حيث تدهورت المواقع الكرواتية بالقرب من كييفو.
وفي 26 أغسطس / آب، هاجم الجيش الشعبي اليوغسلافي مدينة كييفو، واعترض الهجوم 58 من رجال الشرطة المسلحين بأسلحة خفيفة فقط ويقودهم رئيس مركز الشرطة مارتن سيشين شاين. بين الساعة 5:18 والساعة 13:00، أطلقت قوات الجيش الوطني 1500 قذيفة مدفعية على القرية، وساندت القوات الجوية اليوغوسلافية الهجوم بـ 34 طلعة مساندة جوية قريبة. بعد ظهر اليوم نفسه، شن الجيش اليوغسلافي هجومًا بريًا على كييفو.  وفقًا لمارتيتش، تم إطلاق النار على كل منزل في كييفو.  تتكون القوة المهاجمة من حوالي 30 دبابة مدعومة من مشاة الجيش وميليشيا صرب الكروات. 
دخل الجيش اليوغسلافي القرية بحلول الساعة 16:30.  أفاد المقدم بوريسلاف شوكيتش، قائد المجموعة التكتيكية 1 المكلفة بالقبض على كيجيفو وضابط قائد لواء المشاة الآلي 221 التابع للجيش، أن القرية تم تأمينها بحلول الساعة 22:30.  فرت الشرطة الكرواتية من كييفو في ثلاث مجموعات عبر جبل كوزجاك باتجاه درنش.  غادر السكان الكروات المتبقون بعد أن دمرت المدفعية الكثير من مستوطناتهم.   طاردت طائرات سلاح الجو اليوغوسلافي المجموعات المنسحبة أثناء شق طريقهم عبر نهر كوزجاك.  سجلت مراسلة راديو وتلفزيون بلغراد فيسنا يوغوفيتش هذه الأحداث. عملت وحدات كرايينا بقيادة مارتيتش بالتنسيق مع الجيش اليوغسلافي لتولي قيادة المنطقة. 

## ما بعد الحادثة
كان الاشتباك بين القوات الكرواتية والجيش اليوغسلافي في كييفو واحدة من الحالات الأولى التي انحازت فيها جيش يوغسلافيا بشكل علني إلى الصرب المتمردين في حرب الاستقلال الكرواتية المتصاعدة بسرعة،  بناءً على إنذار مارتيتش.  عانت القوة المدافعة من جرحى اثنين فقط، لكن تم القبض على إحدى المجموعات المنسحبة.  المجموعة المكونة من 20 رجلاً،  تم إطلاق سراحهم لاحقًا في تبادل أسرى.  لم تقع إصابات في صفوف الجيش اليوغسلافي.  بعد أن قام الجيش بتأمين كييفو، تم نهب القرية وإحراقها.   أصبح تدمير كييفو أحد أسوأ الجرائم الصربية شهرة في المراحل الأولى من الحرب.  تقدمت وحدات الجيش التي شاركت في القتال في وحول كييفو باتجاه سينج في الأيام القليلة التالية، واستولت على فرليكا قبل إعادة انتشارها للمشاركة في معركة شيبينيك في منتصف سبتمبر. 
في المحكمة الجنائية الدولية ليوغوسلافيا السابقة، أسفرت محاكمة ميلان مارتيتش عن إدانته فيما يتعلق بتورط مارتيتش في كييفو، وأكدت دائرة الاستئناف النتائج التي توصلت إليها الدائرة الابتدائية في عام 2007 بشأن كييفو في عام 2008، على أساس شهادات الشهود حول التطهير العرقي.  كان حصار كييفو أول مثال على تطبيق إستراتيجية التطهير العرقي في الحروب اليوغوسلافية.  لم يتم تضمين الأحداث في كييفو في لائحة الاتهام في محاكمة راتكو ملاديتش، لكن القضاء الكرواتي حاكم ملاديتش غيابياً على جرائم حرب ارتكبت في كييفو. أدين وحكم عليه بالسجن 20 عاماً.